# Navy and Marine Corps Medal
La Navy and Marine Corps Medal è la più alta decorazione concessa dal Dipartimento della Marina degli Stati Uniti d'America ai membri della Marina militare degli Stati Uniti e dei Corpi dei Marine. La medaglia fu istituita con una legge del Congresso il 7 agosto 1942, con il codice U.S. § 8296.
La medaglia corrisponde rispettivamente alla Soldier's Medal della United States Army, Airman's Medal della United States Air Force e Coast Guard Medal della United States Coast Guard.

## Criteri di assegnazione
Questo riconoscimento dipende dall'effettivo livello di esperienza di personale minaccia alla propria vita da parte del soggetto. Per raggiungere questo livello deve essere palesemente riconosciuto che l'azione ha comportato uno specifico rischio della vita per il soggetto che la riceve.
Nel corso della metà del XX secolo, la Medaglia della Marina e dei Corpi dei Marine è stata assegnata in sostituzione delle medaglie d'argento o d'oro di Salvataggio di vite, per i salvataggi in mare che avevano comportato il rischio della vita. Ciò è stato dovuto principalmente alla creazione di una varietà di decorazioni militari che sono spesso considerate più prestigiose di una medaglia per i salvataggi.

## Aspetto
La Medaglia Navy and Marine Corps è in bronzo ed ha forma ottagonale su un globo. Sia il recto che il verso mostrano un'aquila che stringe un'ancora. La parola Heroism è iscritta sotto il globo.
  Il nastrino della medaglia è tricolore con tre parti identiche di colore rispettivamente blue marino, oro antico e rosso mela.  Riconoscimenti aggiuntivi della medaglia sono evidenziati con stele d'argento o d'oro di 5/16''.